# Osteocephalus leprieurii
Osteocephalus leprieurii és una espècie de granota que es troba a Bolívia, el Brasil, Colòmbia, Guaiana Francesa, Guyana, el Perú, Surinam i Veneçuela. Està amenaçada d'extinció per la pèrdua del seu hàbitat natural.